# Балинский, Пётр Иванович
Пётр Ива́нович Бали́нский (1 июня (20 мая) 1861, Санкт-Петербург — 19 апреля 1925, Париж) — русский инженер, архитектор, автор первых проектов метрополитена в Санкт-Петербурге и Москве.

## Биография

### Ранние годы
Пётр Иванович Балинский родился в семье известного врача-психиатра, профессора Императорской Медико-хирургической Академии Ивана Михайловича Балинского. Окончил 3-ю Военную гимназию, слушал лекции на математическом факультете Санкт-Петербургского университета. В 1887 году окончил по I разряду Институт гражданских инженеров.

### Инженерная деятельность
В качестве инженера работал на строительстве казенной железной дороги от Вильно до Ровно. В 1889 году поступил на службу в Санкт-Петербургское городское общественное Управление на должность архитектора при больницах — Обуховской, Петропавловской и Св. Пантелеймона. Затем служил в Техническо-строительном комитете при Министерстве внутренних дел. По его проектам сооружен ряд производственных комплексов и больничных зданий. В частности, здания больницы Общины сестер милосердия Св. Георгия Российского общества Красного Креста, здание силовой станции Дома призрения душевнобольных императора Александра III, комплекс зданий Клинического института Вел. Кн. Елены Павловны, Елизаветинская клиническая больница для малолетних детей, и целый ряд других. Кроме того, выполнял как архитектор и частные заказы.

### Проекты метрополитена

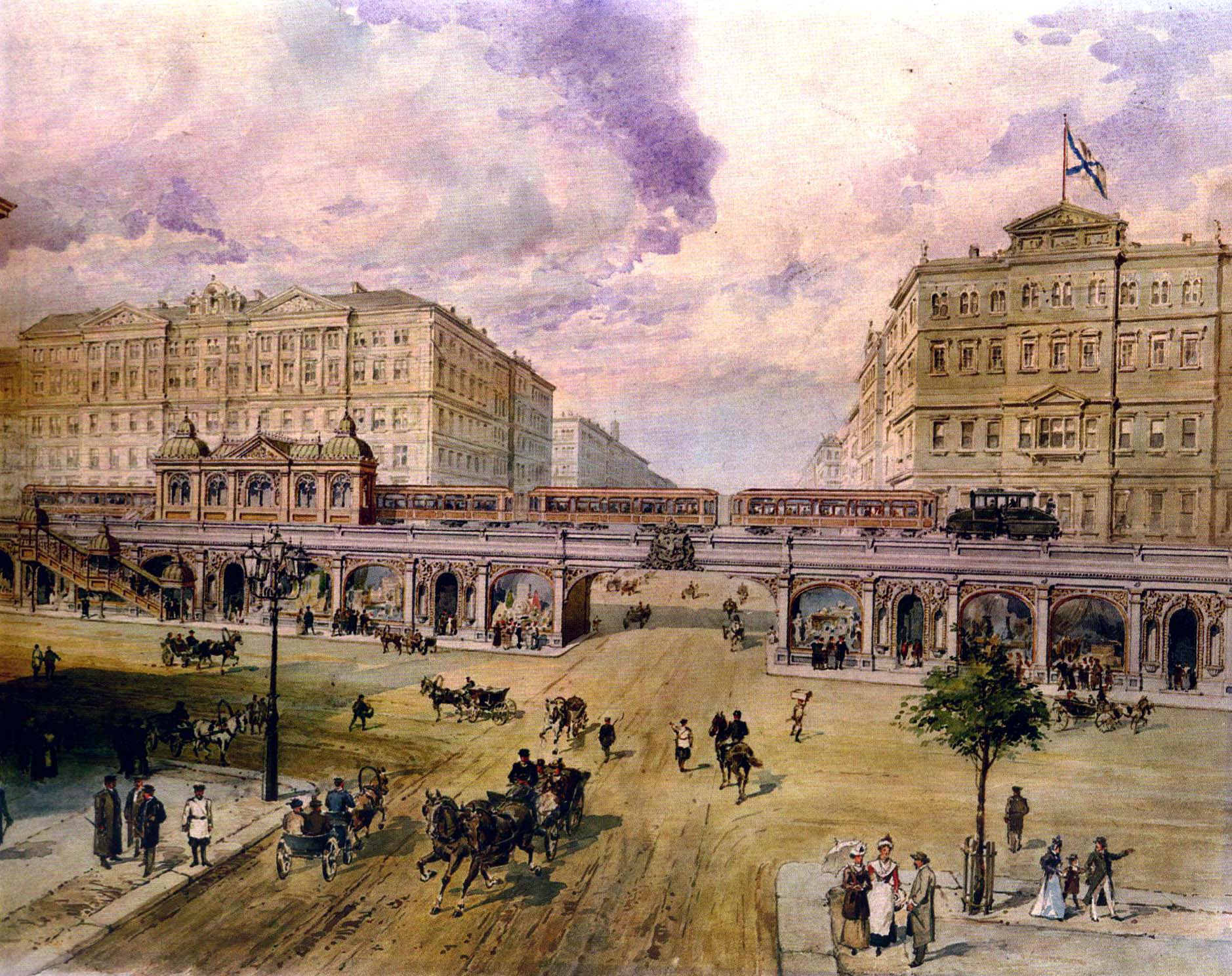
Проект Петербургского метрополитена П. И. Балинского (1900-е)

Балинский наиболее известен как автор проектов метрополитена в Санкт-Петербурге и Москве. В 1893 году он разработал «Проект по учреждению Общества для постройки метрополитена столицы», сметная стоимость которого составила 190 млн рублей. Проект предусматривал строительство на месте Обуховской городской больницы здания самого большого в мире Центрального вокзала, который стал бы местом соединения метрополитена и пассажирской железной дороги. Общая протяженность линий составила бы 172 км, должны были быть построены 11 мостов через Неву и притоки, а также сооружены насыпи и эстакады высотой 5-10 м.
В 1900 году совместно с инженером Е. К. Кнорре подготовил проект московского метрополитена, в котором линии метро образовывали единую сеть с трамвайными путями. Авторы проекта предлагали проложить 67 км путей на эстакадах и 16 км в тоннелях, сметная стоимость проекта составила 155 млн рублей.
Несмотря на то, что Балинский сумел найти инвесторов, в реализации обоих проектов ему было отказано.

### Предпринимательство
После ухода с государственной службы Балинский успешно занимался предпринимательской деятельностью. В разные годы был представителем в России оружейной корпорации «Виккерс, сыновья и Максим Лтд», вице-председателем «Русского общества беспроволочных телеграфов и телефонов», учредителем и директором правления Акционерного общества артиллерийских и торпедных заводов «Русский Уайтхед».

### Семья
Супруга — Фаина Владимировна Балинская (Каплан). Певица, меценат. В эмиграции жила во Франции. Участвовала с 1922 в концертных программах различных обществ и землячеств в Париже, выступала в благотворительных вечерах Российского общества Красного Креста (РОКК). В 1933—1934 предоставляла свой парижский особняк для проведения музыкальных и литературных вечеров, концертов учащихся Русской нормальной консерватории, собраний Союза русских дворян и др. В 1933—1939 выступала в спектаклях и концертах Группы безработных артистов московской и петербургской оперетт.

### Проекты в Санкт-Петербурге
Наиболее значительные постройки в Петербурге:
- Силовая станция Дома призрения душевнобольных имп. Александра III. Фермское шоссе, 36к4 (1887)[12]
- Здание для научных исследований (водолечебница) при больнице Георгиевской общины сестер милосердия. Пироговская наб., 7 (1889—1890)[13]
- Производственные здания лесопильного завода В. А. Ратькова-Рожнова фирмы «Громов и К°». Обуховской Обороны пр., 76 (1890—1891)[14][15]
- Павильон гинекологических и глазных болезней Клинического института вел. кн. Елены Павловны. Кирочная ул., 41В1 (1890—1891)[16]
- Доходный дом П. Г. Гулина (перестройка). Лиговский пр., 109 — Остропольский пер., 2 (1891)[17]
- Часовня Вознесения Господня при Клиническом военном госпитале. Академика Лебедева ул., 6 (1893)[18]
- Павильон-приют им. Н. И. Жуковской Клинического института вел. кн. Елены Павловны. Кирочная ул., 41В2 (1893—1895)[19]
- Операционный павильон Клинического института вел. кн. Елены Павловны. Кирочная ул., 41В3 (1893—1895)[20]
- Доходный дом. Фурштатская ул., 17 (1895)[21]
- Доходный дом (перестройка с включением существовавшего дома). Некрасова ул., 7 — Чехова ул., 18 (1895)[22]
- Доходный дом (перестройка). Литейный пр., 33 (1895)[23]
- Доходный дом (перестройка). Рубинштейна ул., 6 (1896)[24]
- Здание клиники для нервных больных. Военно-медицинской академии Лесной пр., 2 (1896—1897)[25]
- Здание амбулатории Клинического института вел. кн. Елены Павловны. Кирочная ул., 41 — Парадная ул., 2 (1896—1898)[26]
- Изоляционный павильон Клинического института вел. кн. Елены Павловны. Кирочная ул., 41И (1896—1898)[27]
- Павильон для заразных больных при Елизаветинской детской больнице. Рижский пр., 21Е (1897—1899)[28]
- Доходный дом Каспари (перестройка). Лиговский пр., 114 (1898)[29]
- Производственные сооружения Общества обработки строительного камня. Фонтанки наб., 170 (1898—1899)[30]
- Русский для внешней торговли банк (перестройка). Большая Морская ул., 30 (1890-е)[31]

### Проекты в других городах
- Особняк Ильиных в Луге.